# Wahlkreis Rutherglen and Hamilton West
| Rutherglen and Hamilton West |
| ---------------------------- |
| Rutherglen and Hamilton West |
| Gebildet                     |
| 2005                         |
| Abgeordneter                 |
| Margaret Ferrier (SNP)       |
| Regionen                     |
| South Lanarkshire            |

Rutherglen and Hamilton West ist ein Wahlkreis für das britische Unterhaus. Er wurde im Zuge der Wahlkreisreform 2005 aus Teilen der aufgelösten Wahlkreise Hamilton South und Glasgow Rutherglen neu gebildet. Rutherglen and Hamilton West umfasst die nördlichen Gebiete der Council Area South Lanarkshire mit den namensgebenden Städten Rutherglen und Hamilton, wobei nur der westliche Teil von Hamilton abgedeckt wird. Der Wahlkreis entsendet einen Abgeordneten.

## Wahlergebnisse

### Unterhauswahlen 2005
| Ergebnisse der Unterhauswahlen 2005 | Ergebnisse der Unterhauswahlen 2005 | Ergebnisse der Unterhauswahlen 2005 | Ergebnisse der Unterhauswahlen 2005 |
| Partei                              | Kandidat                            | Stimmen                             | %                                   |
| ----------------------------------- | ----------------------------------- | ----------------------------------- | ----------------------------------- |
| Labour                              | Thomas McAvoy                       | 24.054                              | 55,6                                |
| Liberal Democrats                   | Ian Robertson                       | 7942                                | 18,4                                |
| SNP                                 | Margaret Park                       | 6023                                | 13,9                                |
| Conservative                        | Peter Crerar                        | 3621                                | 8,4                                 |
| Socialist                           | Bill Bonnar                         | 1164                                | 2,7                                 |
| UKIP                                | Janice Murdoch                      | 457                                 | 1,1                                 |

### Unterhauswahlen 2010
| Ergebnisse der Unterhauswahlen 2010 | Ergebnisse der Unterhauswahlen 2010 | Ergebnisse der Unterhauswahlen 2010 | Ergebnisse der Unterhauswahlen 2010 | Ergebnisse der Unterhauswahlen 2010 |
| Partei                              | Kandidat                            | Stimmen                             | %                                   | ±                                   |
| ----------------------------------- | ----------------------------------- | ----------------------------------- | ----------------------------------- | ----------------------------------- |
| Labour                              | Tom Greatrex                        | 28.566                              | 60,8                                | +5,2                                |
| SNP                                 | Graeme Horne                        | 7654                                | 16,1                                | +2,2                                |
| Liberal Democrats                   | Ian Robertson                       | 5636                                | 12,0                                | −6,4                                |
| Conservative                        | Malcolm Macaskill                   | 4540                                | 9,7                                 | +1,3                                |
| UKIP                                | Janice Murdoch                      | 675                                 | 1,4                                 | +0,3                                |

### Unterhauswahlen 2015
| Ergebnisse der Unterhauswahlen 2015 | Ergebnisse der Unterhauswahlen 2015 | Ergebnisse der Unterhauswahlen 2015 | Ergebnisse der Unterhauswahlen 2015 | Ergebnisse der Unterhauswahlen 2015 |
| Partei                              | Kandidat                            | Stimmen                             | %                                   | ±                                   |
| ----------------------------------- | ----------------------------------- | ----------------------------------- | ----------------------------------- | ----------------------------------- |
| SNP                                 | Margaret Ferrier                    | 30.279                              | 52,6                                | +36,5                               |
| Labour                              | Tom Greatrex                        | 20.304                              | 35,2                                | −25,6                               |
| Conservative                        | Taylor Muir                         | 4350                                | 7,6                                 | −2,1                                |
| UKIP                                | Janice MacKay                       | 1301                                | 2,3                                 | +0,9                                |
| Liberal Democrats                   | Tony Hughes                         | 1045                                | 1,8                                 | −10,2                               |
| Cannabis Is Safer Than Alcohol      | Yvonne Maclean                      | 336                                 | 0,6                                 | +0,6                                |

### Unterhauswahlen 2017
| Ergebnisse der Unterhauswahlen 2017 | Ergebnisse der Unterhauswahlen 2017 | Ergebnisse der Unterhauswahlen 2017 | Ergebnisse der Unterhauswahlen 2017 | Ergebnisse der Unterhauswahlen 2017 |
| Partei                              | Kandidat                            | Stimmen                             | %                                   | ±                                   |
| ----------------------------------- | ----------------------------------- | ----------------------------------- | ----------------------------------- | ----------------------------------- |
| Labour                              | Gerard Killen                       | 19.101                              | 37,5                                | +2,3                                |
| SNP                                 | Margaret Ferrier                    | 18.836                              | 37,0                                | −15,6                               |
| Conservative                        | Ann Le Blond                        | 9941                                | 19,5                                | +12,4                               |
| Liberal Democrats                   | Aileen Morton                       | 2158                                | 4,2                                 | +2,4                                |
| UKIP                                | Caroline Santos                     | 465                                 | 0,9                                 | −1,4                                |
| Parteilos                           | Andy Dixon                          | 371                                 | 0,7                                 | +0,7                                |

### Unterhauswahlen 2019
| Ergebnisse der Unterhauswahlen 2019 | Ergebnisse der Unterhauswahlen 2019 | Ergebnisse der Unterhauswahlen 2019 | Ergebnisse der Unterhauswahlen 2019 | Ergebnisse der Unterhauswahlen 2019 |
| Partei                              | Kandidat                            | Stimmen                             | %                                   | ±                                   |
| ----------------------------------- | ----------------------------------- | ----------------------------------- | ----------------------------------- | ----------------------------------- |
| SNP                                 | Margaret Ferrier                    | 23.775                              | 44,2                                | +7,2                                |
| Labour                              | Gerard Killen                       | 18.545                              | 34,5                                | −3,0                                |
| Conservative                        | Lynne Nailon                        | 8.054                               | 15,0                                | −4,5                                |
| Liberal Democrats                   | Mark McGeever                       | 2.791                               | 5,2                                 | +1,0                                |
| UKIP                                | Janice MacKay                       | 629                                 | 1,2                                 | +0,3                                |

### Nachwahl 2023
Die Wahl fand am 5. Oktober statt.
| Kandidaten           | Kandidaten           | Parteien                               | Stimmen | %    |
| -------------------- | -------------------- | -------------------------------------- | ------- | ---- |
|                      | Michael Shanks       | Labour Party/Co-operative Party        | 17.845  | 58,6 |
|                      | Katy Loudon          | Scottish National Party                | 8.399   | 27,6 |
|                      | Thomas Kerr          | Conservative Party                     | 1.192   | 3,9  |
|                      | Gloria Adebo         | Liberal Democrats                      | 895     | 2,9  |
|                      | Cameron Eadie        | Scottish Green Party                   | 601     | 2,0  |
|                      | David Stark          | Reform UK                              | 403     | 1,3  |
|                      | Niall Fraser         | Scottish Family Party                  | 319     | 1,0  |
|                      | Bill Bonnar          | Scottish Socialist Party               | 271     | 0,9  |
|                      | Colette Walker       | Independence for Scotland Party        | 207     | 0,7  |
|                      | Christopher Sermanni | Trade Unionist and Socialist Coalition | 178     | 0,6  |
|                      | Andrew Daly          | unabhängig                             | 81      | 0,3  |
|                      | Ewan Hoyle           | Volt UK                                | 46      | 0,2  |
|                      | Prince Ankit Love    | unabhängig                             | 34      | 0,1  |
|                      | Garry Cooke          | unabhängig                             | 6       | 0,0  |
| Gesamt               | Gesamt               | Gesamt                                 | 30.477  | 100  |
|                      |                      |                                        |         |      |
| Ungültige Stimmen    | Ungültige Stimmen    | Ungültige Stimmen                      | 54      | 0,2  |
| Wähler               | Wähler               | Wähler                                 | 30.531  | 37,2 |
| Wahlberechtigte      | Wahlberechtigte      | Wahlberechtigte                        | 82.104  |      |
|                      |                      |                                        |         |      |
| Quelle: UK Parlament |                      |                                        |         |      |